# Ogura Tsuneyoshi
 (juin 2013).
Si vous disposez d'ouvrages ou d'articles de référence ou si vous connaissez des sites web de qualité traitant du thème abordé ici, merci de compléter l'article en donnant les références utiles à sa vérifiabilité et en les liant à la section « Notes et références ».
 (juin 2013).
Ogura Tsuneyoshi (1924-2007) est un expert japonais de karaté. Il est l'un des derniers 10e dan parmi les anciens maîtres de l'art de la « main vide ».
Il créa l’école Gembukai à Kōfu (Gembukan-dojo) en 1944 puis, dans les années 1970, la Kokusai Karatedo Kobudo Shinko Kyokai (International Confederation for Karatedo and Kobudo Propagation), qu’il tenta de développer au cours de ses nombreux stages en France et dans le monde.

## Biographie
Ogura Tsuneyoshi était d’origine okinawaienne par sa mère et descendant de Takeda Shingen, seigneur de Kōfu par son père, mais aucun de ses parents ni grands-parents ne pratiquaient les arts martiaux.
Ogura Tsuneyoshi fut notamment l’élève de Gima Makoto (1896-1989), du Shotokan de l’époque du fondateur Funakoshi Gichin, ainsi que de Gogen Yamaguchi (1909-1989) pour le Gōjū-ryū. Gima Makoto lui transmit les formes antiques de nombreux kata (Koryu-kata, Koshiki-kata) avec leurs applications martiales (Bunkai), énergétiques et thérapeutiques.
Partant d’un concept déjà développé par Yagi Meitoku (1910-2003), Ogura mit au point une série de six Fukiyu-kata dans lesquels il est possible de s’entraîner avec un partenaire (Futari-bunkai, San-nin-bunkai, Go-nin-bunkai), nombre qu’il augmenta jusqu’à dix par la suite (en fait, les combinaisons multiples possibles permettent quelque 125 enchaînements sur le principe de base).
Également prêtre Shinto, initié au shingon lors de son temps de retraite parmi les Yamabushi (il étudia alors le ninjutsu du Koga-ryu de Fujita Saiko), ami des derniers maîtres vivants de karaté et de kobudō, de Sakagami Ryusho à Shinpo Matayoshi, calligraphe distingué, Ogura Tsuneyoshi fut l’un des tout derniers dépositaires des sources écrites et orales concernant les développements historiques et techniques de l’art de « la main nue »[réf. nécessaire] (Kara-te, Tode), notamment d’une partie des archives de Kenwa Mabuni, fondateur du shitō-ryū (dont un exemplaire du Bubishi). L’étendue et l’éclectisme de ses connaissances dans les arts du budō japonais fut exceptionnelle[non neutre]. Il avait également étudié les arts chinois, notamment le style de la « grue blanche » du Fukien (Bai he quan), et pratiqué le kendo et le iaidō de l’Omori-ryu.
Il a notamment été, à partir de 1973, le dernier professeur de Roland Habersetzer (alors déjà 4e dan en France), auquel il décerna le 8e dan en 1992, puis le 9e dan en 2006, avec le titre de hanshi et celui de soke pour valider son propre concept de pratique martiale développé à Strasbourg, la « Voie Tengu » (Tengu no michi), qui se décline en trois domaines de compétence (Tengu-ryu karatedo, Tengu-ryu kobudo, Tengu-ryu hojutsu).
Pierre Portocarrero, auquel Ogura Tsuneyoshi avait également délivré un degré de shihan, a quant à lui, et avec l’accord de Roland Habersetzer, choisi de poursuivre à Paris l’enseignement classique du maître de Kofu, qu’il a nommé Gembukan Tōde ryū. Hisanori Ogura a depuis 2007 pris la direction du dojo de Kofu, où il enseigne la synthèse créée par son père, le Gembukan Karatedo.